# Wonderful Go!Go!
『Wonderful Go!Go!』（ワンダフル・ゴー!ゴー!）は、JFNC制作・JFN系列で2005年4月4日から2009年3月31日まで、生放送されていた平日午後のワイド番組。通称、ワンゴー。日替わりでひとつのテーマを取り上げて放送。また2007年9月までは15時台には日替わりでゲストが出演していた。前番組は『ヒルサイド・アヴェニュー』で、後番組は『flowers』。

## 放送時間・ネット局
- 月 - 木曜日 13:30 - 15:55

（ネット局は2008年10月現在）
東北地方
- FM青森
- AFM
- FM岩手◆
- Boy-FM※
- ふくしまFM

東海地方
- Radio 80

近畿地方
- e-radio★
- Kiss-FM KOBE

中国地方
- V-air◆
- FM岡山
- FMY

四国地方
- FMとくしま
- FM香川
- Hi-Six※

九州地方
- Air-Radio FM88◆（木曜のみ非ネット）
- fm nagasaki
- FMS
- JOY FM
- μFM

★…14:00で飛び乗り。※…15:49で飛び降り。◆…14:55で飛び降り（Air-Radio FM88は月曜のみフルネット）。
- FM長野では番組開始時からネットしていたが、2005年10月から同局制作『Studio Siesta』スタートに伴い、ネット離脱。
- Kiss-FM KOBEは2005年11月から放送開始されたが、木曜日は同局制作『floatin'』を放送していた為、2006年1月まで木曜の放送は非ネットだった時期があった。しかし、2006年9月で終了。2007年4月から再開。
- 北陸地方のJFN系列全局（FM NIIGATA・FMとやま・HELLO FIVE・FM FUKUI）で非ネットとなっている。
- Radio Cube FM三重は2006年4月から自社製作新番組をスタートさせるため、2006年3月でネット離脱。（東海地方でのWonderful Go!Go!のネット局は06年4月現在Radio80のみとなっている。Radio cube FM三重では以前ネットの無かった夕方4時台の番組（SUNSET JAM）を開始した〈のちにRadio80もSUNSET JAMのネットを開始した〉）また、RADIO BERRYも2006年4月からネットを取りやめた（関東地方で放送する局がなくなった）。
- FM岩手では2007年9月3日から15時台のネットを打ち切り、『DAY BREAK』の再放送を開始したため、14:55で飛び降りとなった。また、V-airも2007年10月1日から、自社枠拡大に伴うため、15時台ネット打ち切り。
- Hi-Sixは2008年4月より放送開始。
- e-radioは、番組開始当初14:00 - 14:30に自社製作番組『キタマチ交差点』を内包していた。また2005年10月に自社製作番組『新装開店 Nuts Melon Show!』を開始するため一旦ネットを打ち切ったが、その後自社製作番組の打ち切りにより2008年10月よりネット再開。

## パーソナリティ
- 月曜・火曜 齊藤美絵 ※2008年10月 -
- 水曜・木曜 阿部ひろ ※2008年4月 -

### 過去に担当
| 期間      | 期間      | 月曜・火曜 | 水曜・木曜 |
| --------- | --------- | ---------- | ---------- |
| 2005.4.4  | 2007.9.27 | 中田美香   | 中田美香   |
| 2007.10.1 | 2008.3.27 | 水谷ユミ   | 中田美香   |
| 2008.3.31 | 2008.10.2 | 水谷ユミ   | 阿部ひろ   |
| 2008.10.6 | 2009.3.31 | 齊藤美絵   | 阿部ひろ   |

## タイムテーブル

### 2007年10月から
- 13:30　オープニング
  - 2007年10月 - 12月、13:50 - 泣きたいときのクスリ（オロナイン提供）
- 13:55 【ローカル枠】
- 14:00 2時台オープニング
- 14:15 FMラジオショッピング
- 14:55 Eternity（TOKYO FM制作。JFN38局ネット。ただしFM秋田は13:55）
- 15:00 3時台オープニング
- 15:13 GOGOナビ
2007年10月からは全国各地で行われるイベントを紹介。
- 15:20　Wonderful People
2007年10月からは毎日1組のアーティストを取り上げて曲などを紹介している。
- 15:50　エンディング

### 2007年9月まで
太字は、2007年4月から。
- 13:40 心理テスト（綺羅ソフィア　監修）
- 13:55 【ローカル枠】
- 14:15 FMラジオショッピング
- 14:30 Weekly Go!Go!（曜日別コーナー）⇒GOGOの達人
  - （月）Beauty Go!Go!
  - （火）Money Go!Go!
  - （水）Trend Go!Go!
  - （木）Entertainment Go!Go!
- 14:55 Eternity（TOKYO FM制作。JFN38局ネット。ただしFM秋田は13:55。）
- 15:00 3時のお取り寄せ⇒クイズ!グッドラッキー!!
- 15:14 日本全国 Wonderful Search⇒GOGOナビ
- 15:20 Wonderful People

### ローカル枠
- 「ステーションらんでぶ〜」14:40 - 14:47（V-air・FM岡山・FM香川・Hi-six）
- 「交通情報／FMほっとインフォメーション」14:30 - 14:40（FMY）
- 「ふくしまWorld Village」火曜 13:48 - 13:55（ふくしまFM）
- 「はいうぇい人街ネットふくしま」水曜 13:48 - 13:55（同上）
- 「あぐり家の食卓」木曜 13:48 - 13:55（同上）
- 「交通情報／K-BREAK」13:47 - 13:55・14:47 - 14:55 15:41 - 15:47（Kiss-FM KOBE）
- 「大垣市まちのしずく／リビングワンラジオショッピング」13:48 - 13:55・13:55 - 14:00（岐阜FM）
- 「リビングワンラジオショッピング」15:42 - 15:47（岐阜FM）
- 「マイシティメッセージ／マックスバリュ中部 満点クッキング」13:50 - 14:00（radio CUBE FM三重）
- 「はい！カローラおばこです」14:50 - 15:00（FM秋田）
- 「ニュース」13:55 - 14:00（fm nagasaki）

## その他
2005年11月3日に同番組は、岐阜FMのみでの放送という珍しい現象が起きた（番組は14:00 - 14:55の短縮バージョン）。
JFN各局でスペシャルプログラム『Honda LIFE presents GLOBAL MISSION〜Safety Drive!Enjoy LIFE!〜』を、『Switch!』（JFNC制作）をネットしている局では、13:00 - 14:55で放送したのに対し、岐阜FMのみ『Switch!』を11:50までの短縮放送とし、スペシャルプログラムを12:00 - 13:55で放送した。そして14:00 - 14:55で『Wonderful Go!Go! 岐阜FMスペシャル』として放送を行った。
Kiss-FM KOBEのリスナーのことをパーソナリティは、同局の独自のリスナーの呼び方である『Kissner（キスナー）さん』と呼んでいた。